# House on Fire
House on Fire è un singolo della cantante britannica Mimi Webb, pubblicato il 18 febbraio 2022 come primo estratto dall'album in studio di debutto Amelia.

## Promozione
La cantante ha eseguito il brano al Tonight Show di Jimmy Fallon il 30 marzo 2022.

## Video musicale
Il video musicale, diretto da KLVDR e pubblicato in contemporanea al singolo, vede l'artista dare fuoco alla casa dell'ex-partner, per poi soccorrerlo in veste di vigile del fuoco prima ed infermiera dopo.

## Tracce
Testi e musiche di Amelia Webb, Pablo Bowman, Charlie Martin, Ines Dunn e Joe Housley.
1. House on Fire – 2:20

## Successo commerciale
Nella Official Singles Chart britannica il singolo è entrato alla 6ª posizione con 27 504 unità di vendita, segnando il debutto più alto di Webb in classifica. È risultata la 21ª canzone più consumata nel paese durante la prima metà dell'anno.

## Classifiche

### Classifiche settimanali
| Classifica (2022) | Posizione massima |
| ----------------- | ----------------- |
| Irlanda           | 5                 |
| Norvegia          | 40                |
| Regno Unito       | 6                 |

### Classifiche di fine anno
| Classifica (2022) | Posizione |
| ----------------- | --------- |
| Regno Unito       | 42        |